# Публій Сілій Нерва (консул 20 до н. е.)
Публій Сілій Нерва (лат. Publius Silius Nerva) — римський сенатор, воєначальник і державний діяч, намісник об'єднаного Іллірика, консул 20 року до н. е. 
Син Публія Сілія Нерви. Як легат Августа у Hispania citerior успішно воював проти альпійських племен. Разом з Тиберієм скорив паннонців і нориків.

## Родина
Дружина — Копонія, донька Гая Копонія, претора 49 року до н. е.
Діти:
- Публій Сілій, консул-суффект 3 року
- Гай Сілій Авл Цецина Ларг, консул 13 року
- Авл Ліциній Нерва Сіліан, консул 7 року